# إزالة حساسية حركة العين وإعادة المعالجة
إزالة التحسس وإعادة المعالجة عن طريق حركة العين (Eye movement desensitization and reprocessing) هو علاج نفسي حديث لعلاج الاضطرابات التي تخلف الصدمة، طورته المعالجة النفسية الأمريكية فرانسينا شابيرو(Francine شابيرو ‏).
يجمع هذا العلاج بين عناصر من المعالجات المعرفية والسلوكية النفسية. بحيث يضيف أسلوبا من حركات العين شبيهة بحركات العين التلقائية التي تحدث في مرحلة من مراحل النوم تعرف بنوم حركة العين السريعة (REM sleep) وذلك لتبديل انتباه المريض بين الاحداث المقترنة بالصدمة أو الحدث المؤلم الذي تعرض له والحركات الإيقاعية للعين. إن تبديل الانتباه هو الذي يساعد العقل بطريقة ما على معالجة المعلومات المرتبطة بالأحداث الصادمة أو الأحداث المؤلمة السابقة.; لكن لم يتم حتى الآن فهم آلية عمل هذة المعالجة ويقوم دراسة ذلك في جامعة ميونخ في ألمانيا.

## نبذة تاريخية
لقد عانت المعالجة النفسية فرانسينا شابيرو من مرض سرطان، وبينما كانت في أحد الحدائق في أمريكا في عام 1987م، وجدت أن تحريك عينها  من أقصى اليمن إلى أقصى اليسار له دور فعال في التشافي من الإضطراب المصاحب للصدمة، فطبقت هذا الشيء على المرضى الذين كانت تداويهم، لكنها وجدت أن المرضى لا يستطيعون تحريك أعينهم تلقائياَ، لذلك كانت تجعلهم يتابعون حركة اصبعي يديها،  هذا العلاج ليس مقصوراً على حركة العينين وإنما هذا جزء من العلاج المكون من ثمان مراحل.
وفي عام 1988 أسست فرانسينا معهد العلاج بـ (إزالة الحساسية وإعادة المعالجة عن طريق حركة العين).

## خطوات العلاج
- الخطوة الأولى: يأخذ المعالج تاريخا دقيقا شاملا للمريض ليكتشف المشكلة وسلوكها السلبي وأعراضها للوصول إلى خطة العلاج. ويختلف العلاج بإزالة الحساسية وإعادة المعالجة بحركة العين عن العلاجات الأخرى في أن التفاصيل المحددة للذكريات المزعجة ليست ضرورية لصياغة العلاج.
- الخطوة الثانية: يتعلم المريض أساليب معينة لاسترخاء وتهدئة النفس للتعامل مع أي ذكريات مزعجة تذكر أثناء جلسات العلاج.
- الخطوة الثالثة: هي مرحلة التقييم ويختار فيها المريض صورة أو مشهد من الحادث الذي كان سبب الصدمة بحيث يكون محددا مسبقا ثم يكون جملة تعبر عن اعتقاد ذاتي سلبي مقترن بالحادث. ثم يبحث بعدها عن جملة ذاتية إيجابية كبديل. وتستدعى العواطف والأحاسيس البدنية المقترنة بالذاكرة كذلك.

قد تستغرق الخطوات السابقة 3 جلسات إذا كانت حادثة واحدة فقط مسئولة عن اضطراب توتر ما بعد الصدمة. وتستخدم أيضا معها حركات العينين أو النقر.
- الخطوة الرابعة : تركز عملية بإزالة الحساسية على العواطف والأحاسيس التي يقرنها المريض بالذاكرة المؤلمة.
- الخطوة الخامسة: تزيد عملية التثبيت من قوة الاعتقادات الايجابية التي جاءت لتحل محل الاعتقادات السلبية الأصلية.
- الخطوة السادسة: يتضمن مسح الجسم أي التخلص من أي استجابة للبدن باقية التي تكون مقترنة بالذكرى المزعجة مثل: التوتر والصداع.
- الخطوة السابعة: تختتم كل جلسة بأساليب تهدئة ذاتية وموجزة عما يمكن توقعه بين الجلسات. كما تتم مناقشة سجل اليوميات.
- الخطوة الثامنة: تبدأ كل جلسة جديدة بإعادة تقييم النتائج من الجلسة السابقة وكذلك تعيين جوانب عديدة للعلاج.

في كل خطوة يتم استخدام مقاييس وأدوات تقييم مقبولة من مجال الإرشاد النفسي لقياس مستويات التوتر ومشاعر المريض تجاه الحادث الصادم.